# Baureihe 05
Baureihe 05 – niemiecka lokomotywa parowa produkowana w latach 1935-1937.  Były używane do prowadzenia pociągów pospiesznych. Lokomotywa 05 002 w 1936 roku ustanowiła światowy rekord prędkości parowozu osiągając prędkość maksymalną 200,4 km/h. Szybko jednak pobity przez LNER A4. Parowóz 05 001 jest jedynym zachowanym egzemplarzem i znajduje się obecnie w Norymberdze.